# Cas Diana Quer

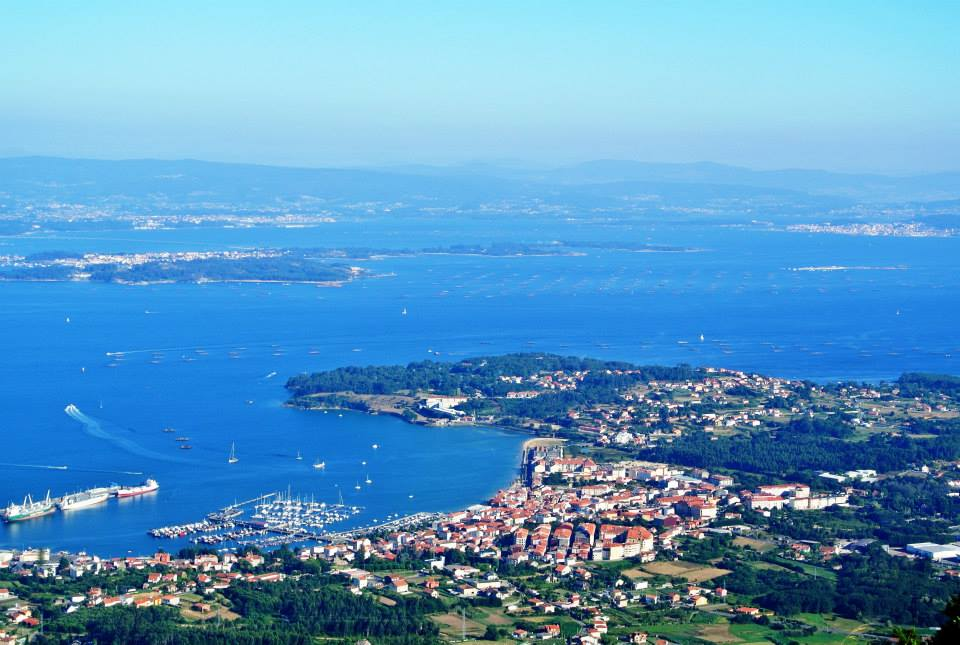
Vista d'A Pobra do Caramiñal.

El cas Diana Quer són els successos relacionats amb la desaparició i mort de la jove Diana Quer, durant la matinada del 21 al 22 d'agost de 2016 a la localitat corunyesa d'A Pobra do Caramiñal, a Galícia. La jove, de 18 anys, va desaparèixer aquell dia i el seu parador va ser desconegut durant 497 dies, fins a la troballa del seu cadàver el 31 de desembre de 2017.
El cas va ser objecte d'una forta cobertura mediàtica, especialment en les primeres dates posteriors a la desaparició i novament setze mesos després amb la troballa del cadàver després de la detenció del principal sospitós de l'assassinat, qui va confessar els fets i va assenyalar el lloc en el qual havia ocultat el cos.
La recerca del cas encara continua oberta i pendent de resolució judicial, en mans del jutjat número 1 de Ribeira, a la província de la Corunya.

## Context
Diana María Quer López-Pinel (Madrid, 12 d'abril de 1998 - província de la Corunya, 22 d'agost de 2016), de 18 anys i 4 mesos en ocórrer els fets, era una jove resident a Pozuelo de Alarcón (Comunitat de Madrid) que estiuejava amb la seva mare i la seva germana a la localitat corunyesa d'A Pobra do Caramiñal (Galícia). La nit dels fets va assistir a les festes d'O Carme dos Pincheiros de la localitat, i després de diversos intercanvis de missatges de WhatsApp amb la seva mare i amics es va perdre el seu rastre sobre les 02.43 de la matinada.

## Recerca
La Guàrdia Civil va assumir la recerca del cas i després de dos mesos de cerca infructuosa d'alguna pista en la localitat i en tots els municipis de la ria d'Arousa, l'únic indici procedia del rastreig del senyal telefònic del mòbil de Quer en la nit dels fets. El senyal del telèfon es va perdre als voltants de la localitat de Taragoña (Rianxo) en la nit dels fets. Un mariscador va trobar un iPhone 6 al mar el 28 d'octubre de 2016 al costat del port de Taragoña, que va resultar ser el de Diana. Davant l'estancament en el cas, a l'abril de 2017 el jutjat núm. 1 de Ribeira va decretar el seu arxiu provisional.
La Guàrdia Civil va interrogar a uns dos-cents sospitosos a l'entorn de la comarca d'Arousa, principalment per algun historial delictiu previ relacionat amb agressions sexuals o narcotràfic. El llistat es va anar fitant fins a reduir-lo a uns vuitanta, però sense arribar a practicar cap detenció.
El cas es va reobrir arran d'un succés en la matinada del 25 de desembre de 2017, quan es va produir una denúncia d'una jove a la localitat corunyesa de Boiro, també a l'entorn de la ria d'Arousa. Una noia de 18 anys va denunciar que un home havia intentat agredir-la sexualment i segrestar-la, intentant forçar-la per ficar-la en el maleter del seu cotxe amenaçant-la amb un ganivet. Els crits i la resistència de la dona van cridar l'atenció de diversos veïns, que van acudir al lloc, provocant la fugida de l'agressor en el seu vehicle.
La descripció que la dona va donar de l'agressor encaixava amb la d'un home anomenat José Enrique Abuín Gey, sobrenomenat el Chicle i de 41 anys, veí de Taragoña (Rianxo) i un dels sospitosos interrogats inicialment per la Guàrdia Civil. Abuín tenia antecedents penals per narcotràfic, havent estat a la presó en 2007. També constava contra ell una denúncia per agressió sexual efectuada per la germana bessona de la seva esposa, que va ser retirada posteriorment.
En aquest nou context, es va procedir a interrogar l'esposa d'Abuín, Rosario Rodríguez, qui havia estat ja interrogada en les fases inicials del cas Quer i va negar en el seu moment que Abuín hagués sortit de casa durant la nit del 22 d'agost de 2016, perquè havia estat amb ella. Les sospites dels investigadors pel que fa a la possible implicació d'Abuín en el cas Quer van acabar per provocar que Rosario Rodríguez es retractés d'aquella declaració en el nou interrogatori, i deixés Abuín Gey sense coartada.
En el nou interrogatori a Abuín Gey realitzat el 30 de desembre, i veient-se sense coartada, aquest va acabar per admetre ser el responsable de la desaparició i mort de Diana Quer, en una primera versió després d'atropellar-la accidentalment. En una segona versió, va afirmar que ell va ser qui va matar a Diana Quer després de ficar-la per força en el seu cotxe aquella nit d'agost. Va confessar que la va emmanillar per introduir-la en el vehicle, però que com una vegada dins la jove no deixava de resistir-se, la va acabar escanyant. El seu relat davant els agents va incloure el lloc on va amagar el cos, en un pou en una nau industrial abandonada de la parròquia d'Asados, a Rianxo, a uns 20 quilòmetres d'on es va perdre el rastre de Diana Quer la matinada del 22 d'agost de 2016.
El cos estava lligat d'espatlles i maluc amb maons, submergit en aigua dins d'un pou en el sòl de ciment del magatzem i cobert amb una xapa metàl·lica. La troballa es va produir sobre les sis del matí del 31 de desembre en la inspecció de la nau en la qual va estar present Abuín. La nau abandonada es trobava a uns 200 metres de la casa familiar de Abuín.

## Repercussió mediàtica
Igual que altres successos anteriors, com el crim d'Alcàsser, el tractament mediàtic del cas ha rebut severes crítiques pels qui consideren que els mitjans estaven més interessats en la cerca de la morbositat que a proporcionar informació. Dites crítiques consideren que la premsa es va estendre a l'excés en aspectes que van resultar no tenir relació amb la mort de Quer, com les relacions dels seus pares, el comportament de la seva germana o la seva actitud amb els nois. Des d'una òptica feminista, també s'ha criticat el que ells entenen com una tendència masclista per part dels mitjans a tractar de vincular la mort de Diana Quer amb la seva vestimenta, el divorci dels seus pares o el seu comportament amb els homes.